# Wasilkowo
Wasilkowo – wieś w Polsce położona w województwie podlaskim, w powiecie hajnowskim, w gminie Hajnówka. 
W latach 1975–1998 miejscowość administracyjnie należała do województwa białostockiego. Stąd bierze początek rzeka Łoknica.

## Części wsi
| SIMC    | Nazwa          | Rodzaj     |
| ------- | -------------- | ---------- |
| 0030260 | Golakowa Szyja | przysiółek |

## Historia
Wieś powstała w latach 1772–1789 na skraju Puszczy Bielskiej, pierwotną nazwą była Wasilówka. Nazwa pochodzi od imienia Wasilij. Wieś została zasiedlona przez rolników z wójtostwa Kuraszewo.
W 1861 roku nastąpiło uwłaszczenie chłopów. Przed I wojną światową było 13 nadziałów ziemi (tzw. uczastków).
Po II wojnie światowej 1/4 mieszkańców wsi wyjechała do Białoruskiej SRR. W 1997 roku we wsi położono asfalt.

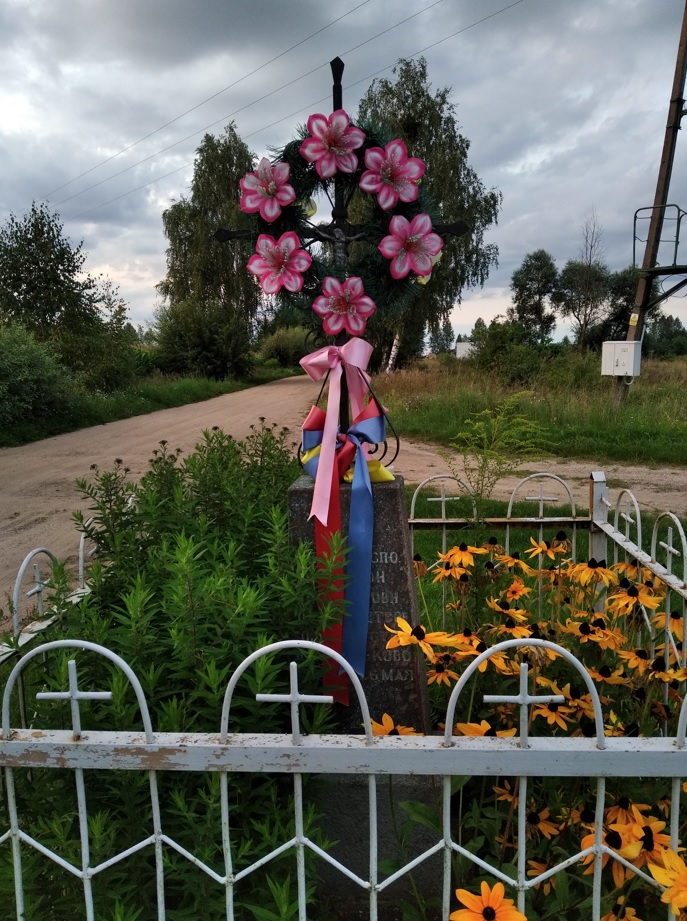
Prawosławny krzyż wotywny

W 1848 roku stało tu 9 domów, w których mieszkały 74 osoby. Według Pierwszego Powszechnego Spisu Ludności w Polsce z 30 września 1921 roku wieś została zapisana pod nazwą Wasylkowo, wówczas we wsi znajdowało się 12 domostw mieszkalnych, gdzie zamieszkiwało je 72 osoby. Wszyscy mieszkańcy zadeklarowali wyznanie prawosławne, 70 osób wskazało narodowość białoruską i 2 osoby polską. W 1939 w 24 domach mieszkały 133 osoby, w 2007 mieszkały tu 33 osoby. Według stanu z 31 grudnia 2012 mieszkało tu 45 stałych mieszkańców. Obecnie wieś układa się w typowy dla okolic kształt ulicówki.

## Religia
Mieszkańcy wsi wyznania prawosławnego, należą do parafii w Łosince. Według stanu parafii z 31 grudnia 2007 roku, 33 parafian pochodziło z Wasilkowa. Natomiast wierni kościoła rzymskokatolickiego należą do parafii Podwyższenia Krzyża Świętego i św. Stanisława, Biskupa i Męczennika w Hajnówce.

## Przyroda
Na popiołowy wschód od wsi znajduje się Ostoja ptaków "Bagno Wasilkowo". Jest to rezerwat przyrody utworzony przez Polskie Towarzystwo Ochrony Ptaków, który obejmuje rozlegle, wypełnione płytkimi torfami obniżenia wytopiskowe, porośnięte głównie zbiorowiskami szuwarowymi. Przez cały rok obszar ostoi jest mocno uwodniony, a to pozwala zachować i tworzyć torfowiska niskie. Również na niedużym fragmencie we wschodniej części można zaobserwować torfowiska przejściowe i wysokie. Miejsce to pozwala zachować bioróżnorodność obszaru. Zidentyfikowano, aż 11 gatunków płazów występujących na tym obszarze. Bagno Wasilkowo charakteryzuje wiele gatunków roślin w tym kilka niezwykle rzadkich gatunków. Według badań średnio rocznie 56 gatunków ptaków wybiera ostoję jako miejsce gniazdowania, ale równie dobrze ostoja służy migrującym ptakom jako miejsce, które wykorzystują obiekt w celu odpoczynku.